# Hellerhofsiedlung
Koordinaten: 50° 6′ N, 8° 38′ O
Die nach dem historischen, an der Galluswarte gelegenen Hellerhof (ein Wehrhof der Frankfurter Landwehr) benannte Hellerhof-Siedlung ist eine Wohnsiedlung im Stadtteil Gallus von Frankfurt am Main und besteht aus zwei Teilen.

## Geschichte
Die westliche Alte Hellerhofsiedlung wurde zwischen 1901 und 1904 von Philipp Holzmann & Cie G.m.b.H. als „Arbeitercolonie“ aus Backstein erbaut, was dazu führte, dass die Straßenbahn im Jahr 1902 von der Galluswarte bis dorthin verlängert wurde.
Der neuere, östliche Bauabschnitt, die Neue Hellerhofsiedlung, entstand zwischen 1929 und 1936 im Rahmen des Wohnungsbauprogrammes Neues Frankfurt auf Initiative des damaligen Frankfurter Oberbürgermeisters Ludwig Landmann und des Baustadtrates Ernst May. Sie ist ein frühes Beispiel für den modernen Wohnungsbau aus den späten 1920er- und frühen 1930er-Jahren. Von 1929 bis 1932 entstanden etwa 1200 Wohnungen nach Plänen des niederländischen Architekten Mart Stam, überwiegend ausgestattet mit 2 ½ Zimmern, Küche, Bad und Balkon bei einer Wohnfläche zwischen 43 und 48 Quadratmetern.
Die zahnschnittartig gestalteten zweigeschossigen Gebäude in Zeilenbauweise an der Frankenallee zählen in Anbetracht ihrer Entstehungszeit zu den besten gestalterischen Lösungen des Neuen Wohnens, die in Frankfurt zu finden sind. Bemerkenswert ist die Erstausstattung der Wohnungen mit der Frankfurter Küche, dem Vorläufer der modernen Einbauküche, die von der Wiener Architektin Margarete Schütte-Lihotzky gestaltet wurde.
Nach Schäden durch die Fliegerbomben der Luftangriffe auf Frankfurt am Main im Zweiten Weltkrieg wurden die Häuser rasch wieder aufgebaut. Der Trümmerschutt wurde zwischen den Häusern aufgetürmt und bildet heute eine etwas eigenwillige Gartenarchitektur. Die Hellerhof-Siedlung wurde nach dem Krieg gleich wieder bezogen und steht heute unter Denkmalschutz. Teile der Siedlung wurden dennoch Mitte der 1970er-Jahre abgerissen und in veränderter Dimension und Detaillierung neu gebaut, was damals kontrovers diskutiert wurde. Eigentümer der Mietshäuser ist heute die ABG Frankfurt Holding, deren Anteile von der Stadt Frankfurt am Main gehalten werden.

## Die Bauten von Mart Stam

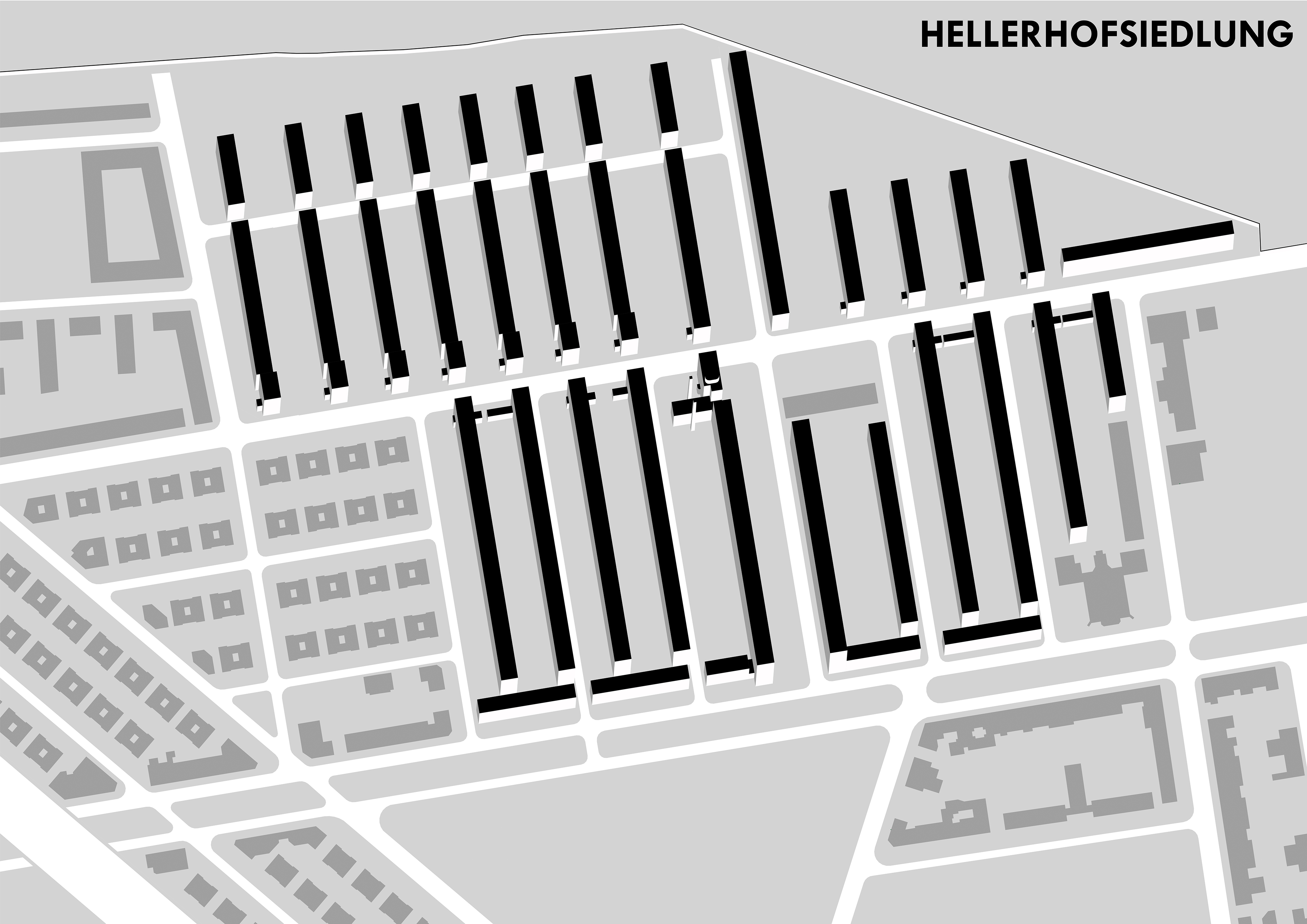
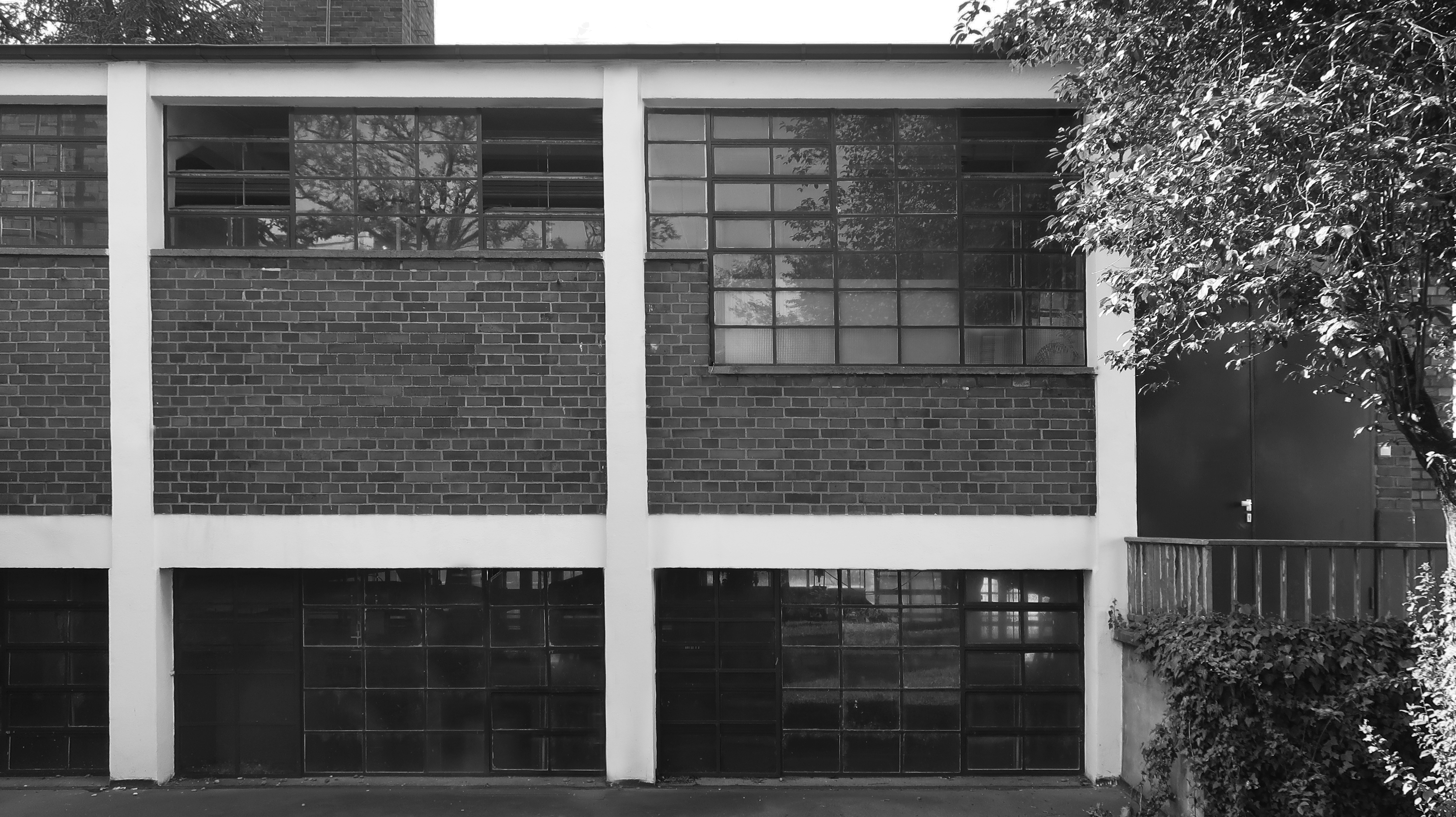
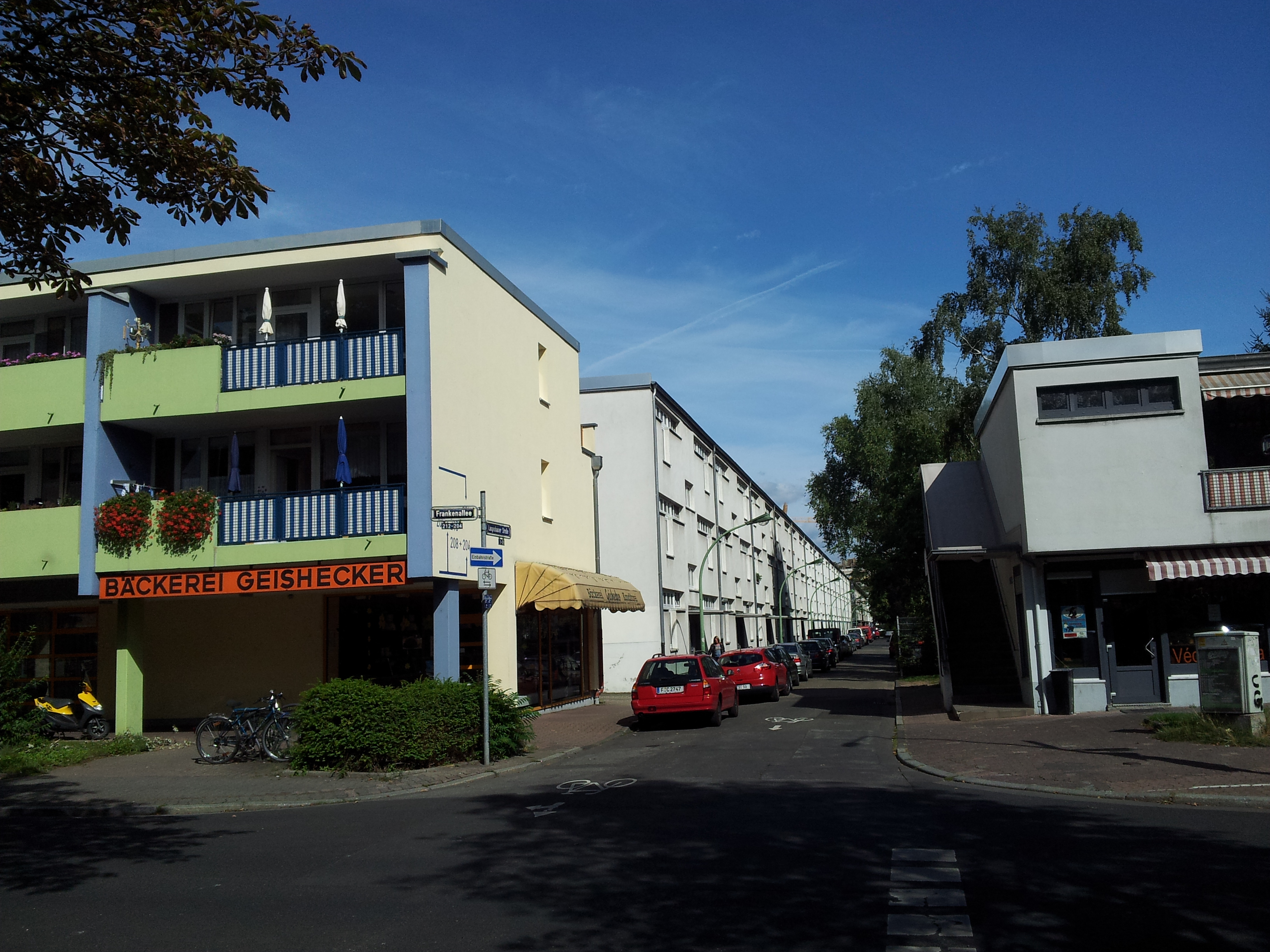
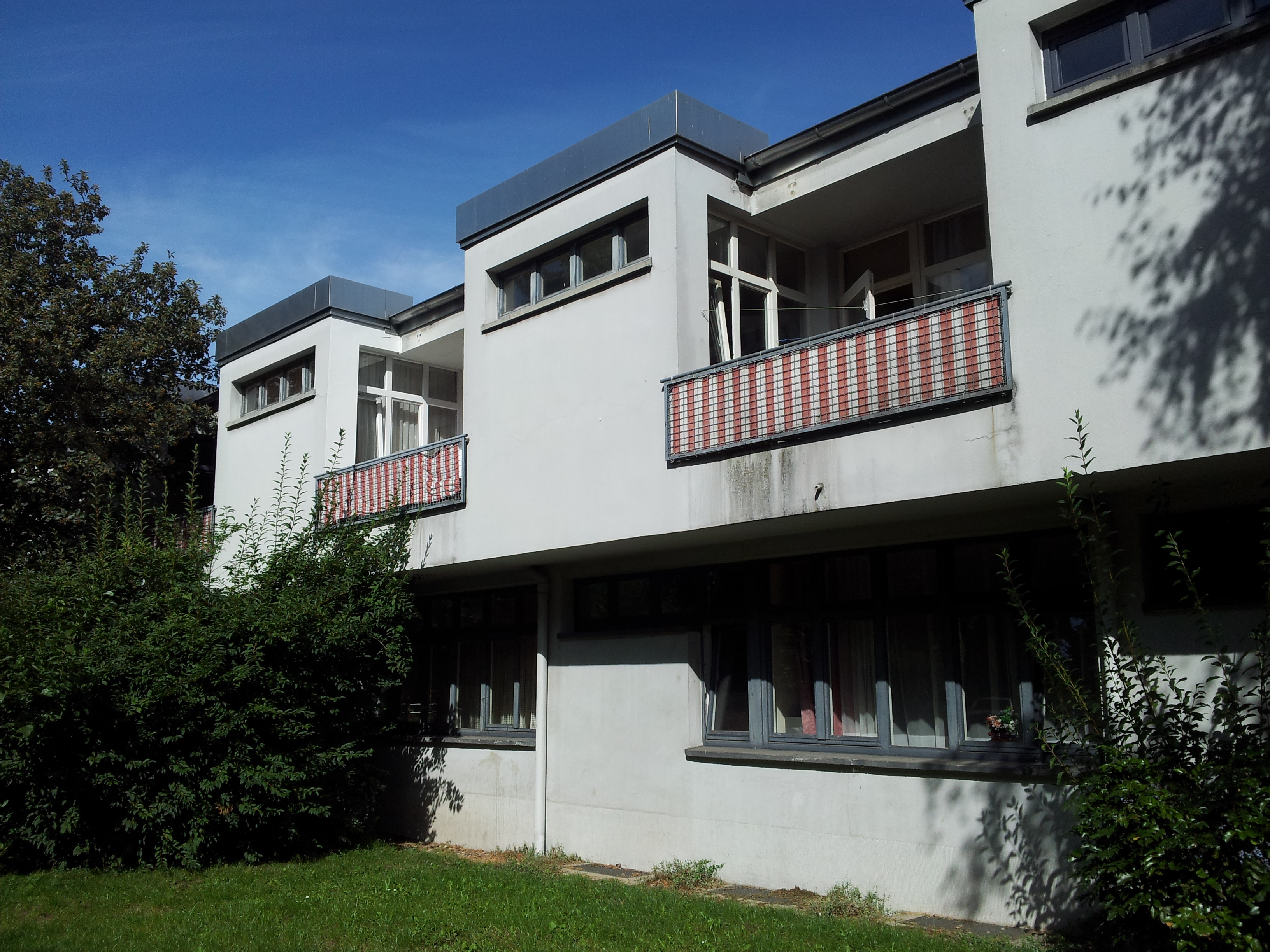
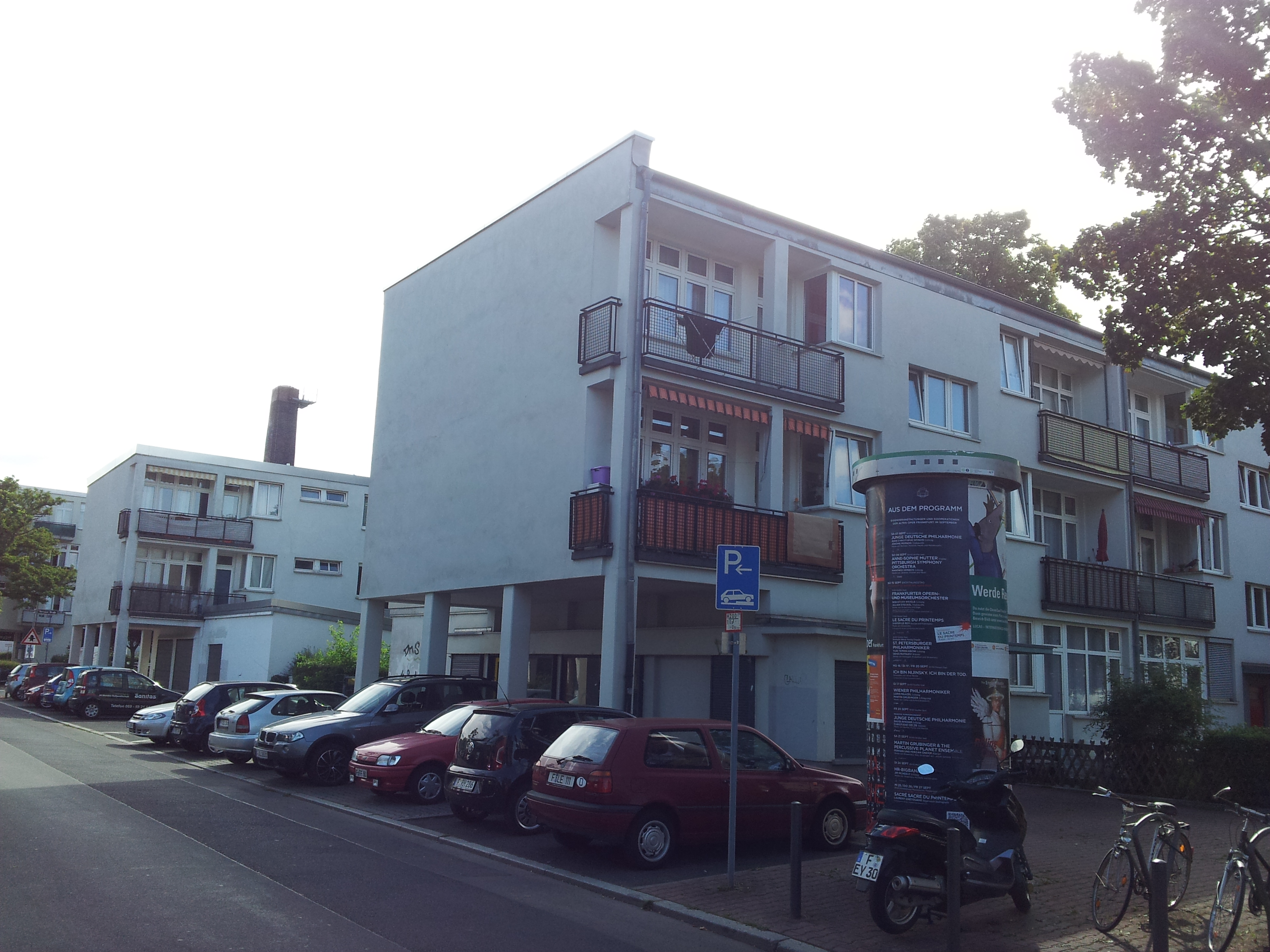
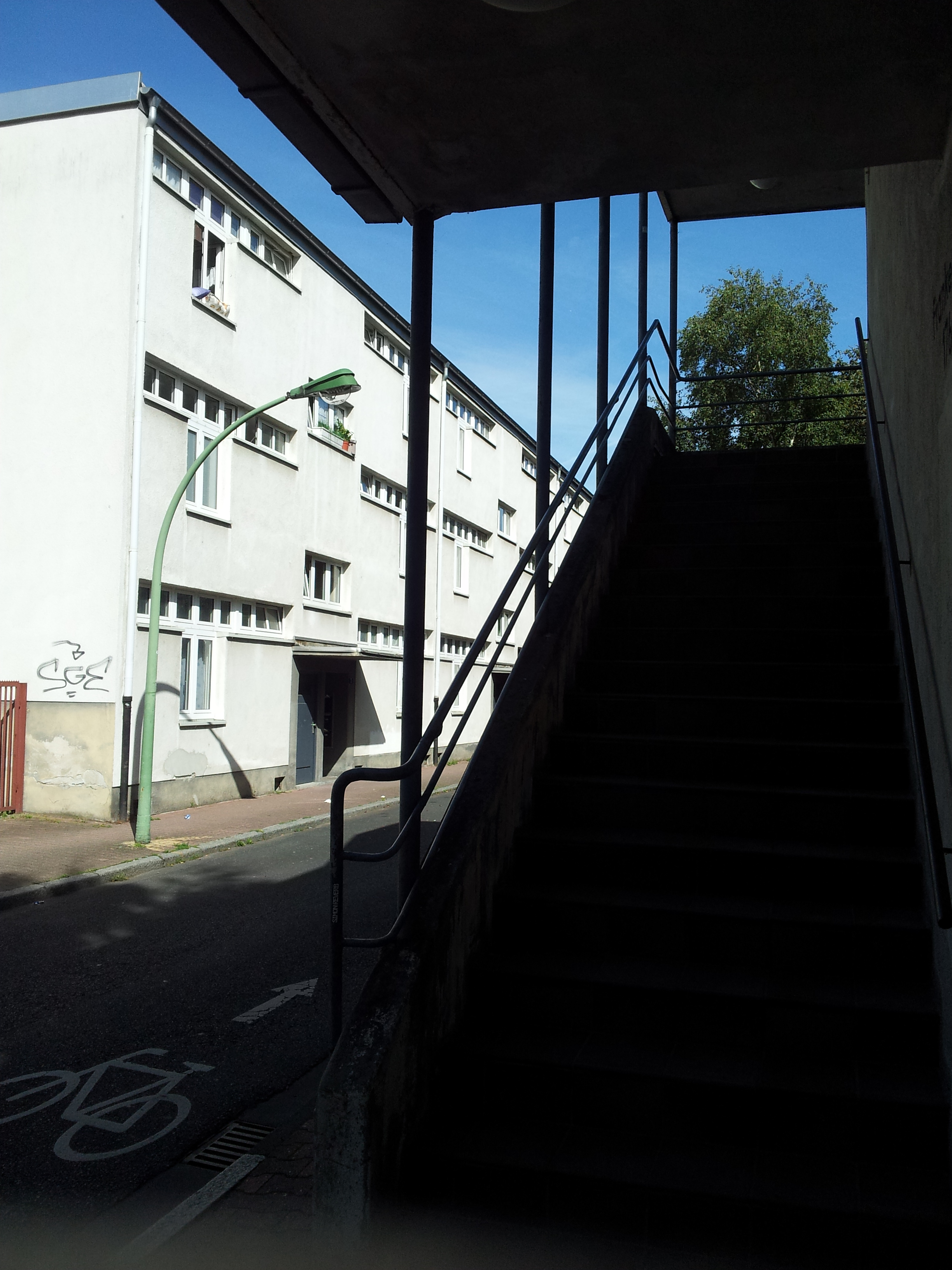
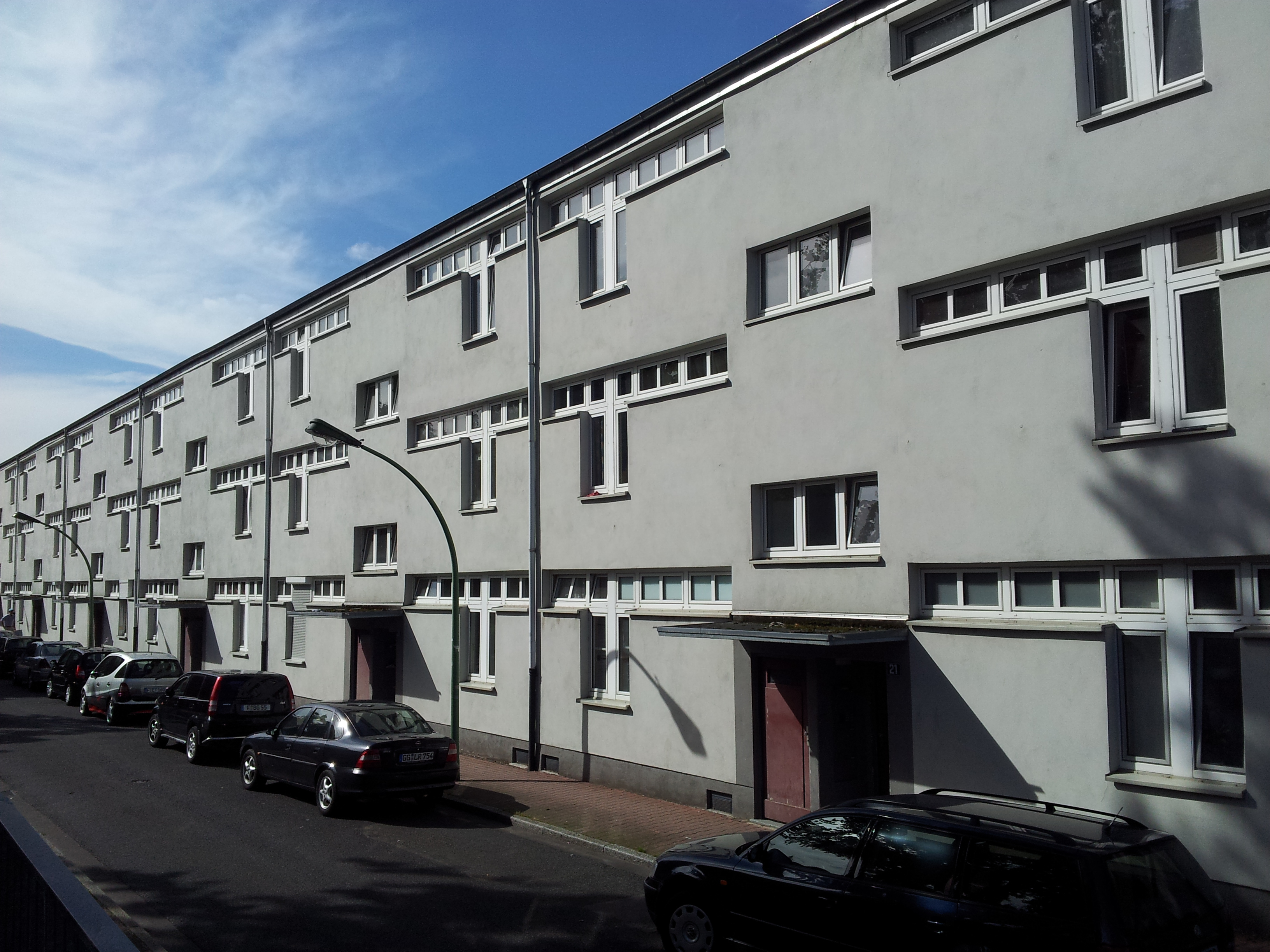
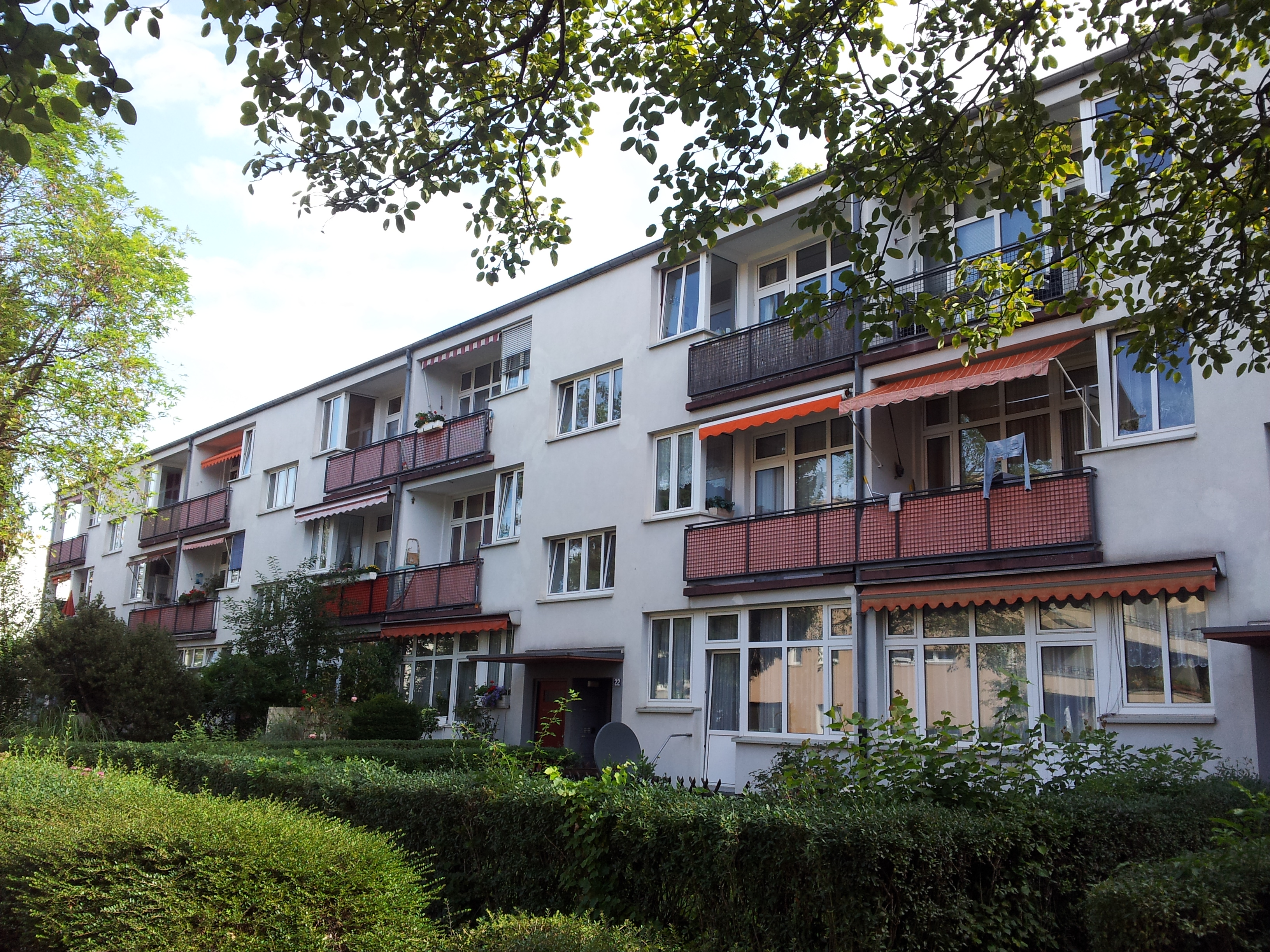
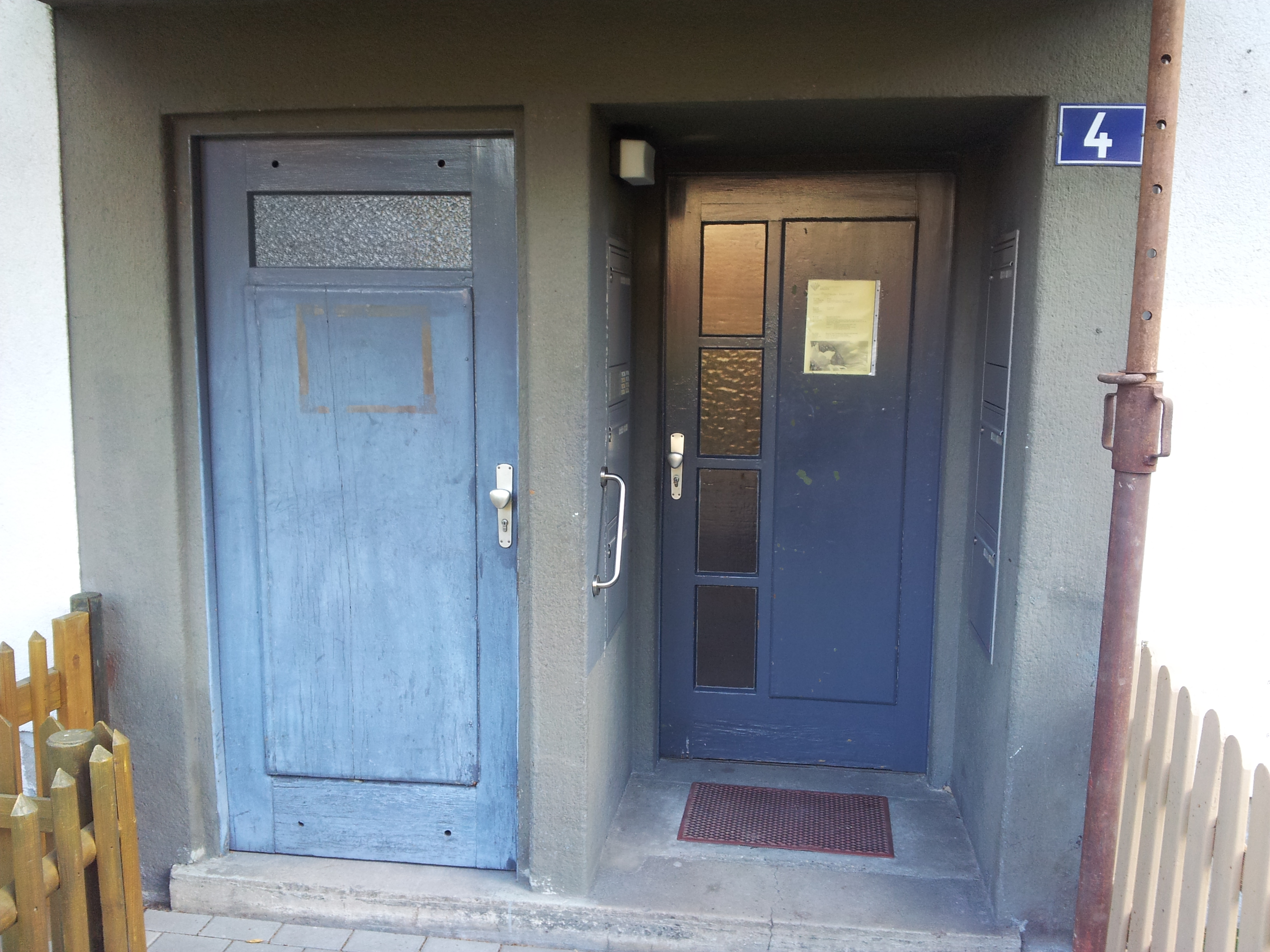
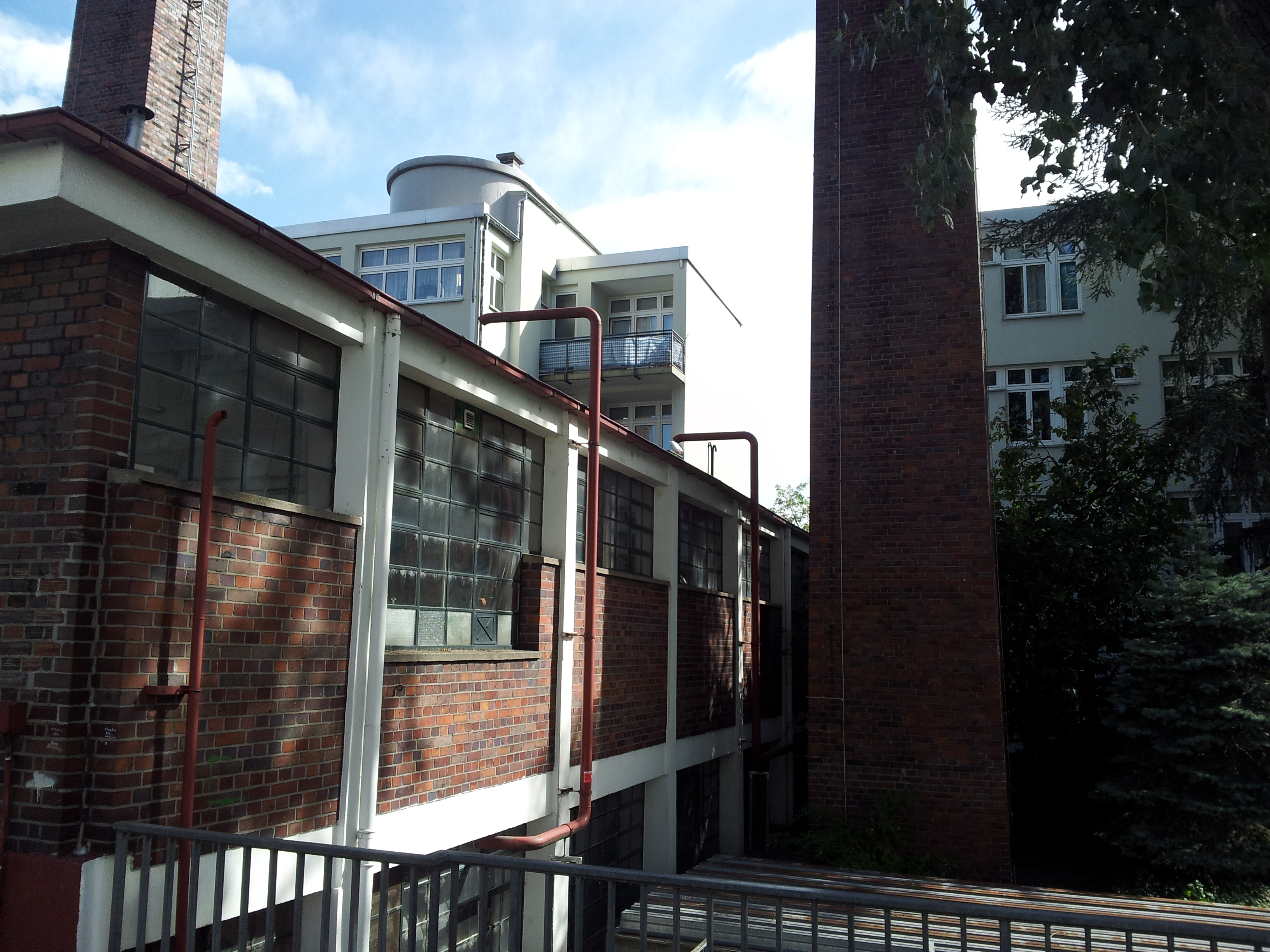